# Justas Paleckis
Justas Paleckis (Telšiai, Imperio ruso; 22 de enero de 1899-Vilna, Unión Soviética; 26 de enero de 1980) fue un escritor, periodista y político soviético de etnia lituana, que se desempeñó como Presidente del Presídium del Sóviet Supremo de la RSS de Lituania.

## Biografía
Paleckis nació en 1899, en la ciudad de Telšiai, en la familia de un herrero. A partir de 1915, trabajó en una imprenta, y en 1922, fue maestro en Riga, donde vivió hasta mediados de 1926. Ese año, fue director de la agencia de noticias lituana ELTA, así como de la agencia letona Rūta. Se mudó a Kaunas, donde se hizo cercano a los líderes de la Unión Popular Campesina Lituana. Expresó su oposición a la élite liberal gobernante de Lituania. En 1926 ganó las elecciones al Seim como parte del partido Lyaudiniki y de los socialdemócratas. Tras el golpe militar en Lituania que tuvo lugar en diciembre de 1926, Paleckis fue destituido de ELTA. Estudió en la Universidad de Kaunas entre 1926 y 1928.
En 1931, estableció conexiones con el Partido Comunista de Lituania, y tres años después, visitó la Unión Soviética. Entre 1933-36 fue editor y actualmente editor de la revista Laiko žodis, y en 1936-37 fue editor del periódico del mismo nombre. En 1937 fue elegido miembro del Comité Antifascista de Kaunas, y desde el otoño de 1939, promovió la idea de la República Popular de Lituania. Durante las celebraciones oficiales relacionadas con el regreso de Vilna a Lituania el 11 de octubre de 1939, exigió abiertamente la renuncia del presidente, el ultraconservador Antanas Smetona, por lo que fue arrestado y encarcelado en un campo de concentración en Dimitrava, y luego exiliado a Letonia. 
Después de la entrada de las tropas soviéticas en Lituania el 15 de junio de 1940, tras la huida de Smetona a Estados Unidos, Antanas Merkys se convirtió en presidente interino, y nombró como primer ministro a Paleckis. El propio Merkys renunció, convirtiendo a Paleckis en presidente interino también. Después de las elecciones al Seimas Popular, este formuló una resolución que proclamó la formación de la República Socialista Soviética de Lituania, y solicitó a la Unión Soviética su ingreso a esta como república constituyente, la cual fue aprobada. 
Paleckis fue nombrado como Presidente del Presídium del Sóviet Supremo de la República Socialista Soviética de Lituania. En 1941, con el inicio de la agresión alemana contra la Unión Soviética, fue evacuado. Entre 1941 y 1966, fue vicepresidente del Presídium del Sóviet Supremo de la Unión Soviética.
Fue delegado en varios congresos del PCUS, así como candidato a miembro del Comité Central del PCUS en 1952. Entre 1940 y 1966 fue miembro del Comité Central. Fue diputado del Sóviet Supremo de la Unión Soviética en sus I, II, III, IV, V, VI, VII y VIII convocatorias, y entre 1966 y 1970, fue presidente del Sóviet de las Nacionalidades.
En 1970 se pensionó, y murió en 1980, en Vilna. Fue enterrado en el cementerio de Antakalnis.

## Vida privada
Se casó con Genovaite Paleckienė, con quien tuvo cinco hijos: Vilnius, Justas, Sigita, Gerut y Vita, y diez nietos (incluido Algirdas Paleckis). Su hijo Justas es político y miembro del Parlamento Europeo.

## Premios y condecoraciones
- Seis Órdenes de Lenin
- Héroe del Trabajo Socialista (1969)
- Orden de la Revolución de Octubre (1979)
- Orden de la Guerra Patria, 1ª clase (1945)
- Orden de la Amistad de los Pueblos (1974)
- Medalla de los Trabajadores Distinguidos (1959)

## Publicaciones
- Prisionero de días. Poemas y traducciones. Kaunas, 1932.
- El último zar. Historia de ficción. Volúmenes 1—3, Kaunas, 1937—1938
- Letonia. Kaunas, 1938.
- En nombre de la vida. Vilna, 1961.
- Pasos en la arena. 1926 año. Vilna. 1968.
- Libro de viajes. Vilna, 1969.
- Mil pasos (Poemas). Vilna, 1970.
- Lituania soviética. Ensayo histórico y geográfico, Moscú, 1949.
- Renacimiento. Poesía. Moscú, 1958.
- ¡Hola Lituania soviética! Poesía. Vilna, 1960.
- En el camino de la vida. Poesía. Moscú, 1969.
- La vida comienza. Memorias, cuentos, ensayos. Moscú, 1970.
- En dos mundos. Moscú, 1974.
- Libro de viajes. Moscú, 1975.